# Cedrosella fomes
Cedrosella fomes är en kräftdjursart som först beskrevs av J. L. Barnard 1967.  Cedrosella fomes ingår i släktet Cedrosella och familjen Lysianassidae. Inga underarter finns listade i Catalogue of Life.